# Xavier Rudd
Pour les articles homonymes, voir Rudd.
Xavier Rudd (né en 1978 en Australie - Torquay) est un musicien multi-instrumentiste, surfeur et activiste écologique.

## Biographie
Il a vécu près de Torquay dans le comté de Victoria en Australie. À ses 10 ans, il assiste à un concert de Paul Simon. Ce concert l'aurait marqué et serait à l'origine de sa décision de faire de la musique dans sa vie. À partir de ce moment, il s'est mis à apprendre plusieurs instruments, notamment le didgeridoo en utilisant le tuyau d'un aspirateur. 
Il a acquis une réputation de joueur live lors de festivals de musique en Australie et en Amérique du Nord. Il a enregistré et publié trois albums live au Canada.
Il participe régulièrement aux festivals de musique traditionnelle, tels le Falls Festival (2002, 2003 et 2004), le Woodford Folk Festival (2003 & 2006), le East Coast Blues & Roots Music Festival (2003 et 2004), le Melbourne International Music Festival (2004) et le Womadelaide (2004). Il s'est aussi illustré sur la scène nord-américaine.
Son premier album de studio, To Let, est paru en 2002. Il le produit lui-même avec Chris Thompson. Ce dernier a aussi effectué l'enregistrement et le mixage. L'album Solace, sorti en Australie le 28 mars 2004, s'est inscrit parmi les vingt meilleures ventes en Australie.
Xavier affirme que sa femme, une Canadienne, est sa meilleure amie. Il emporte avec lui des chaussettes de son fils pour se rappeler son existence. Il possède une entreprise de gestion, Teamworks, située à Vancouver, Canada.

## Instruments joués
- Voix
- Guitares Weissenborn
- Guitares acoustiques et électriques à 6 et 12 cordes
- Didgeridoo
- Stomp Box
- Harmonicas
- Tambour aztèque
- Djembe
- Shakers
- Banjo
- Clochettes